# Mecze reprezentacji Polski w piłce nożnej mężczyzn prowadzonej przez Władysława Stachurskiego

## Oficjalne międzynarodowe spotkania
| Nr | Przeciwnik | Miejsce  | Data           | Impreza         | Wynik     |
| -- | ---------- | -------- | -------------- | --------------- | --------- |
| 1  | Japonia    | Hongkong | 19 lutego 1996 | mecz towarzyski | 0:5 (0:1) |
| 2  | Chorwacja  | Rijeka   | 28 lutego 1996 | mecz towarzyski | 1:2 (1:1) |
| 3  | Słowenia   | Łódź     | 27 marca 1996  | mecz towarzyski | 0:0       |
| 4  | Białoruś   | Mielec   | 1 maja 1996    | mecz towarzyski | 1:1 (1:0) |

Bilans
|                 | zwycięstwa | remisy | porażki |
| ogółem          | 0          | 2      | 2       |
| dom             | 0          | 2      | 0       |
| wyjazd          | 0          | 0      | 1       |
| neutralny teren | 0          | 0      | 1       |

|                 | strzelone | stracone |
| ogółem          | 2         | 8        |
| dom             | 1         | 1        |
| wyjazd          | 1         | 2        |
| neutralny teren | 0         | 5        |

## Mecze nieoficjalne
| Nr | Przeciwnik | Miejsce  | Data           | Wynik     |
| -- | ---------- | -------- | -------------- | --------- |
| 1  | Hongkong   | Hongkong | 22 lutego 1996 | 1:0 (1:0) |